# Edgar Roquette-Pinto
Edgar Roquette-Pinto (* 25. September 1884 in Rio de Janeiro; † 18. Oktober 1954 in Rio de Janeiro) war ein brasilianischer Schriftsteller, Ethnologe, Anthropologe und Arzt. Er war Mitglied der Academia Brasileira de Letras und wird als Vater des Radios in Brasilien angesehen.

## Leben
Roquette-Pinto studierte bis 1905 Medizin an der Faculdade de Medicina do Rio de Janeiro. Er war Assistent für Anthropologie am Nationalmuseum in Rio de Janeiro (1906).
1912 nahm Edgar Roquette-Pinto an einer Expedition nach Rondônia teil und lebte einige Zeit bei den Nambikwara, die bis dahin keinen Kontakt zur „Zivilisation“ hatten. Er sammelte umfangreiches ethnographisches Material und publizierte mit Rondonia (1916) einen Klassiker der anthropologischen Literatur Brasiliens.
1926 wurde er Direktor des Nationalmuseums und begann dort die größte Sammlung von Dokumentarfilmen in Brasilien aufzubauen.

## Erstes Radio in Brasilien
1922 wurde auf der Ausstellung anlässlich der Hundertjahrfeier der Unabhängigkeit Brasiliens von den Amerikanern auf dem Corcovado eine Radioantenne installiert. Roquette Pinto überzeugte die Brasilianische Akademie der Wissenschaften, die Ausrüstung zu kaufen. Noch 1922 wurde die erste Radiostation Brasiliens gegründet, die Rádio Sociedade do Rio de Janeiro. Roquette-Pinto wurde ihr erster Direktor. 1925 besuchte Albert Einstein die Radiostation.

## Werke
Edgar Roquette–Pinto übersetzte unter anderem Werke Goethes ins Portugiesische. Er gehörte zu den Mitbegründern der Ersten Goethe-Gesellschaft in Brasilien. 1932 erhielt er für seine Verdienste um Goethe die Goethe-Medaille für Kunst und Wissenschaft.
Auf Deutsch
- Rondonia: Eine Reise in das Herzstück Südamerikas. Stuttgart/Wien, 1954
- Vorwort zu Ernst Feders Goethes Gegenwart. Rio de Janeiro, 1950

Auf Portugiesisch
- O exercício da medicina entre os indígenas da América (1906)
- Excursão à região das Lagoas do Rio Grande do Sul (1912)
- Guia de antropologia (1915)
- Rondônia (1916) (2. Auflage 1919, archive.org)
- Elementos de mineralogia (1918)
- Conceito atual da vida (1920)
- Seixos rolados Estudos brasileiros (1927)
- Glória sem rumor (1928)
- Ensaios de antropologia brasiliana (1933)
- Samambaia, contos (1934)
- Ensaios brasilianos (1941)